# Савінков Борис Вікторович
Борис Вікторович Савінков (рос. Бори́с Ви́кторович Са́винков, 19 (31) січня 1879, Харків — 7 травня 1925, Москва) — політичний діяч, терорист, соціал-демократ. Один з лідерів партії есерів, керівник Бойової організації партії есерів, учасник Білого руху, письменник (прозаїк, публіцист, мемуарист). Літературний псевдонім — В.Ропшин. Відомий також під псевдонімами «Б. Н.», Веніамін, Галлей Джемс, Крамер, Ксешинський, Павло Іванович, Деренталь, Роде Леон, Суботін Д. Е., Ток Рене, Томашевич Адольф, Чернецький Костянтин.

Савінков був причетний до вбивств кількох високопоставлених імперських чиновників у 1904 та 1905 роках. Після Лютневої революції 1917 року він став заступником міністра війни (перебував на посаді з липня по серпень 1917 року) в Тимчасовому уряді. Після Жовтневої революції організовував збройний опір проти більшовиків. У 1921 році він написав: 
«Російський народ не хоче Леніна, Троцького та Дзержинського не лише тому, що більшовики мобілізують їх, розстрілюють їх, забирають їхнє зерно і руйнують Росію….народ не хоче їх з простої причини, що…їх ніхто не обирав.»
Савінков емігрував із Радянської Росії у 1920 році, але 16 серпня 1924 року він був заарештований у Мінську. ОГПУ, за допомогою агента Андрія Федорова (який здобув довіру Савінкова), заманило його назад до Радянського Союзу в рамках операції «Синдикат-2». Він або був убитий у в'язниці, або скоїв самогубство.

## Біографія

### Сім'я
- Батько, Віктор Михайлович Савінков — товариш прокурора окружного військового суду в Варшаві, за ліберальні погляди звільнений у відставку, помер у 1905 у психіатричній лікарні;
- Мати, Софія Олександрівна, уроджена Ярошенко (1852/1855 — 1923, Ніцца), сестра українського художника Миколи Ярошенка  — журналістка і драматург, авторка хроніки революційних поневірянь своїх синів (писала під псевдонімом С. А. Шевіль).
- Дядько — Микола Олександрович Ярошенко(1 (13) грудня 1846, Полтава, Полтавська губернія, Російська імперія — 25 червня (7 липня) 1898, Кисловодськ, Російська імперія) — український маляр-жанрист, художник-передвижник, генерал-артилерист.
- Старший брат, Олександр — соціал-демократ, був засланий у Сибір, наклав на себе руки в якутському засланні у 1904;
- Молодший брат, Віктор — офіцер російської армії (1916—1917), журналіст, художник, учасник виставок творчого об'єднання «Бубновий валет», масон.
- Сестра Віра (1872—1942; у шлюбі Мягкова) - вчителька, критик, співробітник журналу «Русское богатство»
- Сестра Софія (1887/1888-після 1938; у шлюбі Туринович)  — есерка, емігрантка[4]
- Сестра Надія (?—1918/1920; у шлюбі Майдель). Разом із чоловіком Володимиром Христофоровичем фон Майделем розстріляна в Таганрозі більшовиками «за систематичну агітацію проти Совецької влади».
- Перша дружина — Віра Успенська (1877—1942), дочка письменника Гліба Успенського, сестра Бориса Успенського, який також був задіяний у тероризмі. З 1935 на засланні. Після звільнення померла від голоду в блокадному Ленінграді.
- Тесть — Гліб Успенський (нар. 13 (25) жовтня 1843, Тула — пом. 24 березня (6 квітня) 1902, Петербург) — російський письменник, народник.
- Син — Віктор Борисович Успенський (Савінков) (1900—1934) арештований разом з 120 заручниками за вбивство Кірова, 29 грудня суд присудив вищу міру, розстріляний.
- Дочка — Тетяна Борисівна Успенська-Борисова (Савінкова) (1901—?)
- Друга дружина — Євгенія Іванівна Зільберберг (нар. 1883/5, Єлисаветград, пом. 1942, Нейі-сюр-Сен, Франція), сестра терориста Лева Зільберберга. Савінков був її другим чоловіком.
- Швагро — Лев Іванович Зільберберг (1880—1907) — діяч партії соціалістів-революціонерів, член її «Бойової організації», учасник низки терористичних актів, повішений за вироком військово-польового суду в Петропавлівській фортеці.
- Син — Лев Борисович Савінков (1912—1987), поет, прозаїк, журналіст. В часи Громадянської війни в Іспанії — капітан республиканської армії, був тяжко поранений (його згадує Ернест Хемінгвей в романі «По кому подзвін» (1940)). В Другу Світову війну воював у Русі Опору у Франції. Після 1945 р. працював (можливо, був завербований радянськими спецслужбами) з прорадянськими організаціями. Похований на цвинтарі Сент-Женев'єв-де-Буа.

### Дитинство та юність
Маловідомий факт, що свою «революційну діяльність» починав з вегетаріанства та його пропаганди ще в дитинстві. Ось цитата зі спогадів Максиміліана Волошина, записаних ним зі слів своєї дружини Марії Степанівни Заболоцької — вихованки Ярошенок, яка на початку 1900-х жила у Степанівському:

Молодий Савінков, поліцейське фото

|  | "Вони були не дворяни, а бояри. Все було енглізовано. За кожною дитиною стояв ліврейний лакей. Проти будинку був квітник, і все обнесено високою стіною, дзвінком спускалися всі у вітальню, і там чекали, потім дворецький доповідав Єлисаветі Платонівні, що "їсти подано", і всі переходили в їдальню, їдальня була велика, двосвітла. була - майбутні терористи... Боря Савінков... Він, входячи в їдальню, подавав демонстративно всім лакеям руку... Це дуже шокувало Є. П. Ярошенка. Ми, діти, його обожнювали і слухалися у всьому. Він був тоді вегетаріанцем. : "Як Ви будете їсти цих Павок, Машек, з якими Ви граєте?" І ми його так боялися, що за обідом примудрялися не їсти м'яса, а завертати в серветки і нести, незважаючи на спостереження гувернанток та лакеїв. Маруся Беневська також була. |

Савінков навчався в гімназії у Варшаві (однокласник революціонера Івана Каляєва), потім у Петербурзькому університеті, з якого виключений за участь у студентських заворушеннях. Закінчував освіту в Німеччині.
В 1897 заарештований у Варшаві за революційну діяльність. В 1898 входив до соціал-демократичної групи «Соціалист» і «Рабочее знамя». В 1899 заарештований, незабаром звільнений. У тому ж році одружився з Вірою Успенською, дочкою письменника народника Гліба Успенського, мав від неї двох дітей. Друкувався в газеті «Робоча думка». В 1901 працював у групі пропагандистів у «Петербурзькому союзі боротьби за визволення робітничого класу». У 1901 заарештований, в 1902 висланий до Вологди, де нетривалий час працював секретарем консультації присяжних повірених при Вологодському окружному суді.

### ЛідерБойової організації партії соціалістів-революціонерів

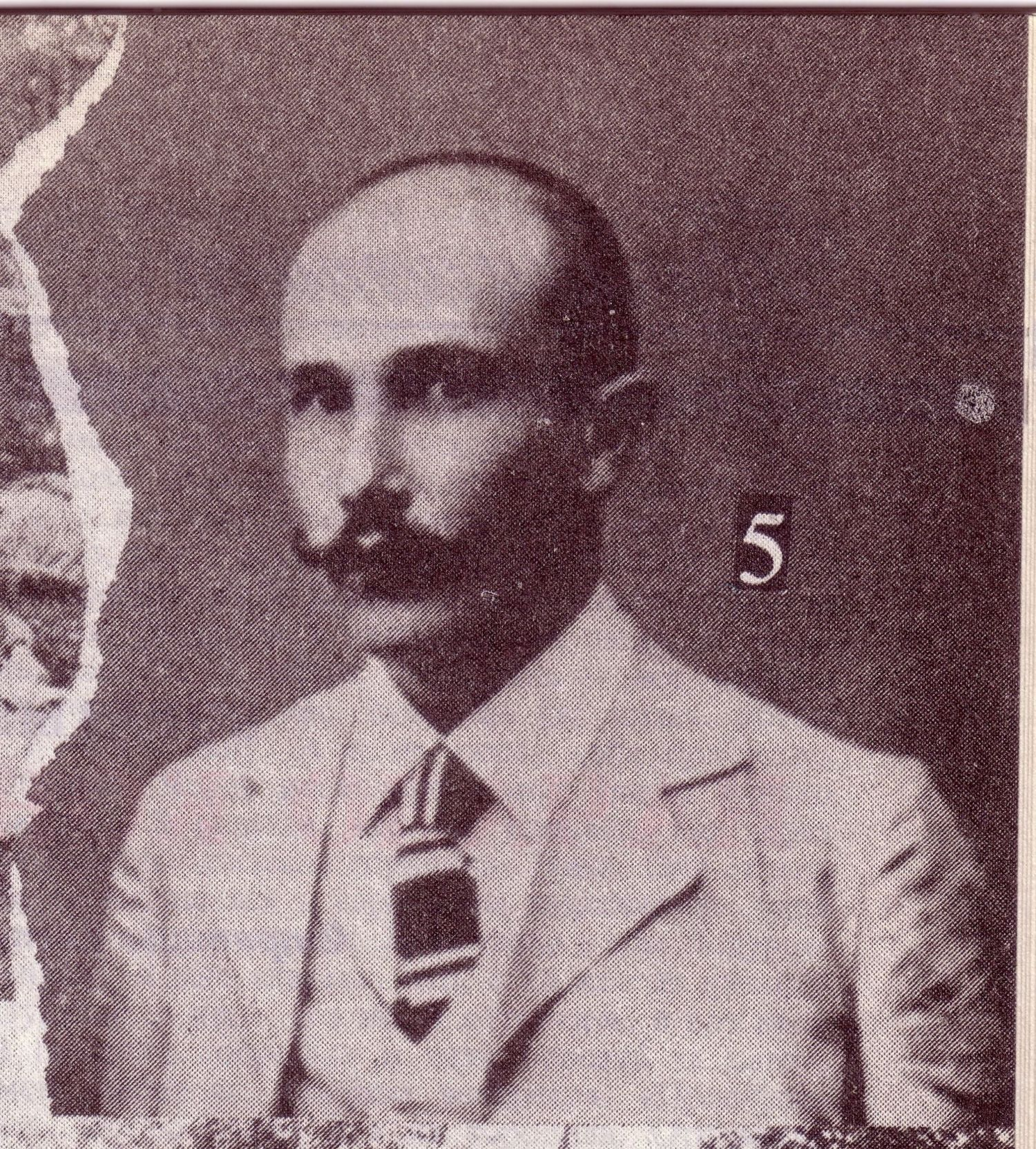
Фрагмент коллективного фото: молодий Борис Савінков в квітні 1903, у Вологді

У червні 1903 Савінков утікає із заслання у Женеву, де вступає в партію есерів і входить до її Бойової організації. Бере участь у підготовці низки терористичних актів на території Російської Імперії: вбивство міністра внутрішніх справ В. К. Плеве, московського генерал-губернатора великого князя Сергія Олександровича, замаху на міністра внутрішніх справ І.М, Дурново і на московського генерал-губернатора Федіра Дубасова.
Савінков стає заступником керівника Бойової організації Євно Азефа, а після його викриття  — керівником Бойової організації. Разом з Азефом виступив ініціатором вбивства священника Георгія Гапона.
У 1906 році Савінков у Севастополі готував вбивство командувача Чорноморським флотом адмірала Григорія Чухніна. За доносом Азефа був заарештований поліцією, ув'язнений у Севастопольську тюрму та засуджений до страти, але втік в Румунію. Адвокатом Савінкова був В. А. Жданов.
У ніч після втечі Савінков написав наступне, віддруковане у великій кількості примірників повідомлення.

«У ніч на 16 липня, за постановою бойової організації партії соціалістів-революціонерів та за сприяння вольновизначеного 57 Литовського полку В. М. Сулятицького, звільнений з-під варти член партії соціалістів-революціонерів Борис Вікторович Савінков, що утримувався на головній фортечній гауптвахті.
Севастополь, 16 липня 1906»

### Еміграція
З Румунії через Угорщину переправляється в Базель, потім у Гейдельберг (Німеччина). У Парижі взимку 1906—1907 року Савінков познайомився з Д. С. Мережковським та З. М. Гіппіус, що стали його літературними покровителями. Основний літературний псевдонім Савінкова — В.Ропшин — «подарувала» йому Гіппіус, яка раніше сама виступала під ним. В 1909 пише книгу «Спогади терориста», у тому ж році публікує повість «Кінь блідий», в 1914 — роман «Те, чого не було». Есери скептично сприйняли літературну діяльність Савінкова, вбачаючи в ній політичні памфлети, і вимагали його вигнання зі своїх рядів. У своїх спогадах М. С. Тютчев відзначає, що Савінков-літератор у мемуарах вбиває Савінкова-революціонера, не кажучи про якість і правдоподібність цих творів; наприклад, чого вартий пасаж, коли убитий Сазонов у нього «напівлежав на землі, спираючись рукою на камені». Разом з досить ґрунтовним аналізом М. Горбунова (Є. Є. Колосова) ці поради: М. С. Тютчева дають серйозну критичну оцінку як творчості, так і особистості цього, за словами великого князя Олександра Михайловича, "спортсмена революції «.
Після викриття Азефа наприкінці 1908 Савінков довгий час не вірив у його провокаторську діяльність і виступав його захисником на есерівському «суді честі» в Парижі, намагався відродити Бойову Організацію (однак жодного успішного теракту в цей період організувати не вдалося) і займався цим аж до її розпуску в 1911, після чого виїхав до Франції і зайнявся насамперед літературною діяльністю. В 1912 від другого шлюбу з Євгенією Іванівною Зільберберг у Савінкова народився син Лев, згодом письменник, учасник інтербригад в Іспанії і Руху Опору; після — масон, дотримувався прорадянських настроїв, збирався повернутися на батьківщину.
Після початку Першої світової війни Савінков вступив добровольцем у французьку армію, брав участь у бойових діях в 1914—1918, був військовим кореспондентом для газет «Біржові відомості», «День», «Мова» з французького фронту. Роки війни Савінков провів з відчуттям політичної бездіяльності і почуттям, що у нього «перебиті крила» (з листа до М. О. Волошина).

### 1917 рік. Диктатор, який не відбувся

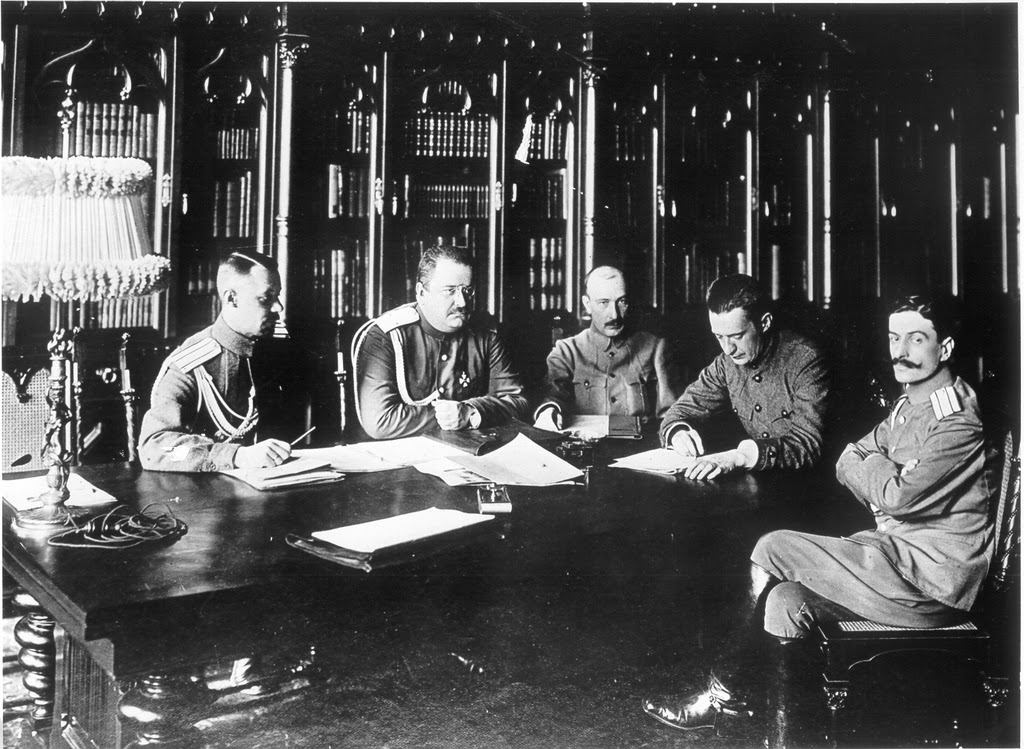
Військовий міністр Керенський зі своїми помічниками. Зліва направо: полковник В. Л. Баранівський, генерал-майор Якубович, Б. В. Савінков, А. Ф. Керенський і полковник Туманов.

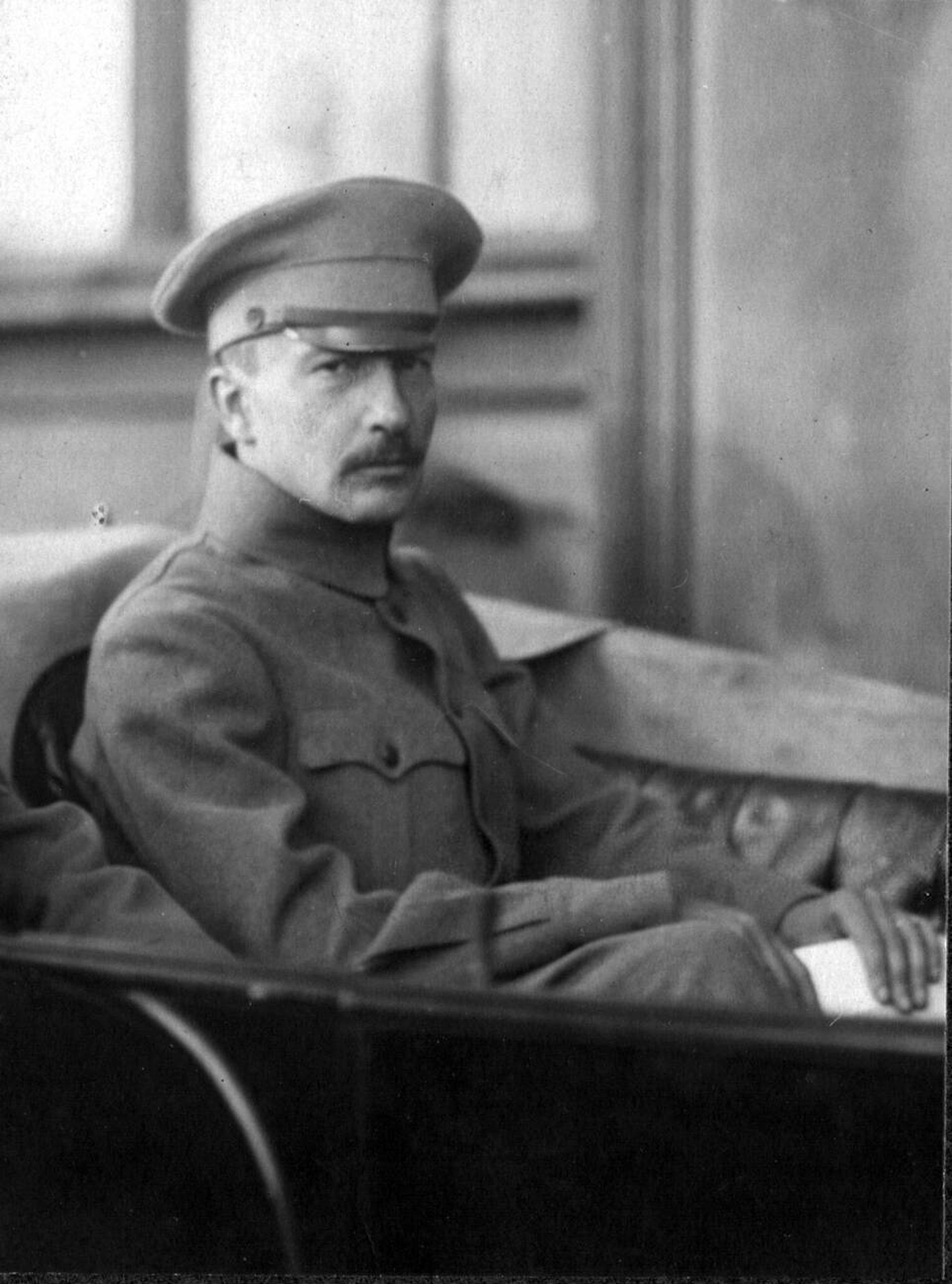
Борис Савінков, 1917 рік, віце-міністр оборони

Після Лютневої революції 1917 Савінков повернувся 9 квітня в Росію і відновив політичну діяльність: його призначили комісаром Тимчасового уряду у 7-ї армії. З 28 червня — комісар Південно-Західний фронту. Савінков активно виступав за продовження війни до переможного кінця. Був «всією душею з Керенським» (лист від Гіппіус 2 липня). Підтримав генерала Корнілова в його рішенні 8 липня ввести смертну кару на Південно-Західному фронті. У середині липня Савінков радив Керенському замінити генерала Брусилова Корніловим на посаді Главковерху, обґрунтовуючи це тим, що Корнілов заслужив довіру офіцерства.
У тому ж місяці Савінков став керуючим військового міністерства і товаришем військового міністра (військовим міністром був сам прем'єр Керенський) і реальним претендентом на повноту диктаторської влади в країні. Волошин у листі до нього стверджував, що доля зберігає Савінкова для «надзвичайної» ролі і що він скаже «одне з останніх слів в російській смуті».
27 серпня 1917 при Корніловському заколоті був призначений військовим губернатором Петрограда і виконувачем обов'язків командувача військами Петроградського військового округу. Запропонував Корнілову підкорятися Тимчасовому уряду, але 30 серпня подав у відставку, не згодний зі змінами в політиці Тимчасового уряду.
Був викликаний до ЦК партії есерів для розгляду за так званою «корніловською справою». На засідання не з'явився, вважаючи, що партія більше не має «ані морального, ані політичного авторитету», за що і був 9 жовтня виключений з партії.
На Демократичній нараді в 1917 був обраний до Тимчасової Ради Російської Республіки (Передпарламент) як депутат від Кубанської області і увійшов до складу її секретаріату.

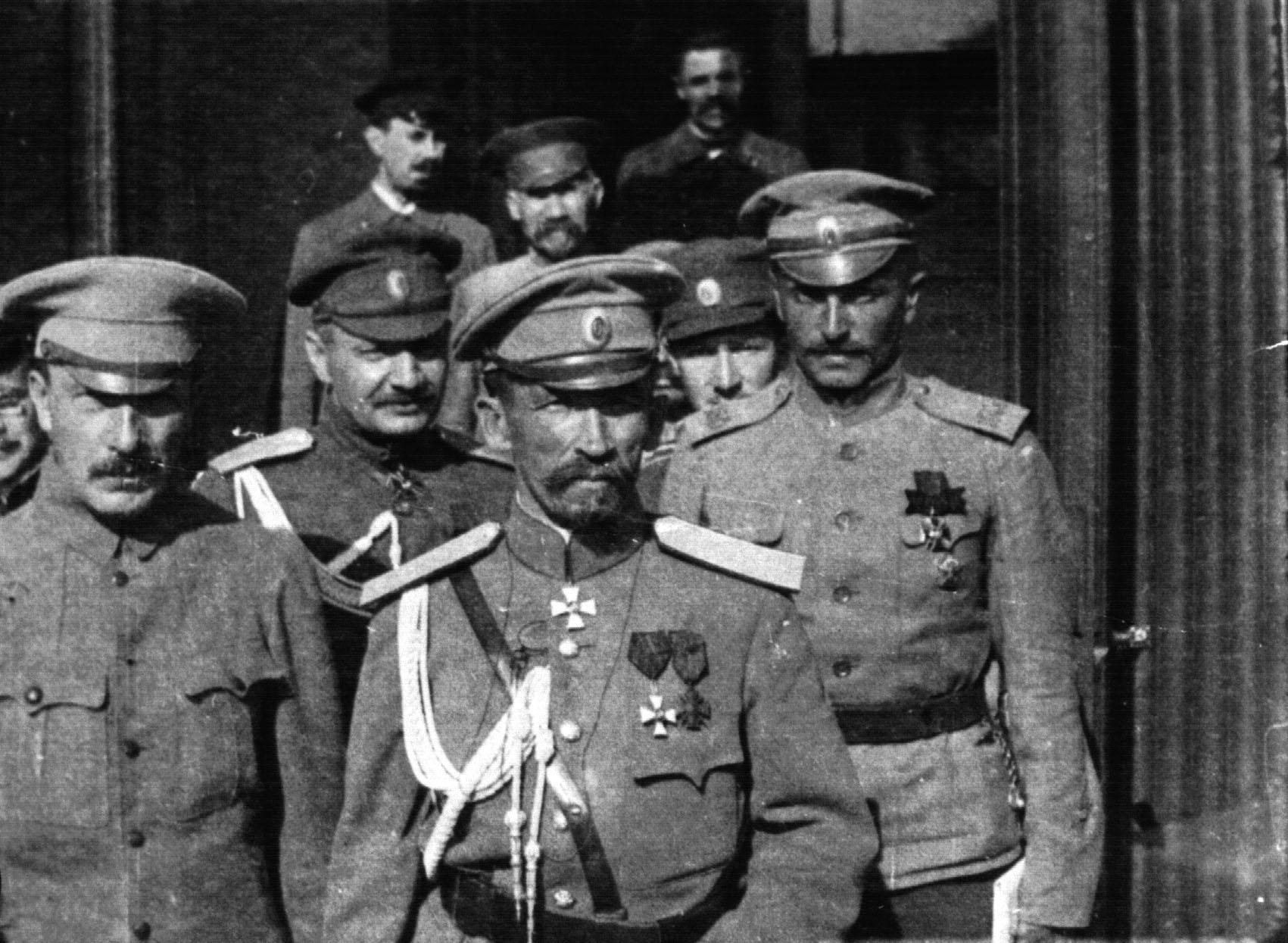
Генерал Корнілов і його військовий персонал. Савиніков — крайний зліва

### Боротьба з більшовиками
Жовтневу революцію зустрів вороже і вважав, що «Жовтневий переворот не більше як захоплення влади жменькою людей, можливий тільки завдяки слабкості і нерозумності Керенського». Намагався звільнити оточений Зимовий палац, вів переговори із генералом Алексєєвим; але козаки відмовилися захищати Тимчасовий уряд. Поїхав в Гатчину, де був призначений комісаром Тимчасового уряду при загоні генерала Краснова. Входив до антирадянської «Донської громадянської ради», утвореної генералом Алексєєвим; займався формуванням Добровольчої армії, входив в антибільшовицьку Донську громадянську раду.
У лютому-березні 1918 створив у Москві на базі організації гвардійських офіцерів підпільний контрреволюційний «Союз захисту батьківщини і свободи», що включав близько 800 чоловік. Метою цієї організації було повалення Радянської влади, встановлення військової диктатури та продовження війни з Німеччиною. Було створено кілька воєнізованих угруповань. Наприкінці травня змову в Москві розкрили, багато її учасників заарештували.
Після придушення заколотів проти радянської влади в Ярославлі, Рибінську і Муромі влітку 1918 сховався в зайняту повстанцями (військовополоненими чехами) Казань, але там не залишився. Якийсь час перебував у загоні В. О. Каппеля. Потім приїхав в Уфу, деякий час розглядався як кандидат на пост міністра закордонних справ у складі Ради міністрів Тимчасового Всеросійського уряду (« Уфімської Директорії»). За дорученням голови Директорії М. Д. Авксентьєва виїхав з військовою місією до Франції (довгим шляхом через Владивосток, Японію, Сингапур та Індію).
Був у масонських ложах в Росії (з 1917) і в еміграції (з 1922). Масоном був і його брат Віктор. Савінков був членом лож «Братство і Братство народів», «Теба», входив у попередній комітет із заснування російських лож в Парижі.
В 1919 вів переговори з урядами Антанти про допомогу білому рухові. Савінков шукав усіляких союзників — зустрічався особисто з Пілсудським та Черчиллем. Під час радянсько-польської війни 1920 року був головою «Російського політичного комітету» у Варшаві (куди приїхав на запрошення гімназійного товариша Юзефа Пілсудського), брав участь у підготовці антирадянських військових загонів «зелених» під командуванням С. Н. Булак-Балаховича. За його участі з розбитих білих частин була сформована 3-тя російська армія, яка у 1920 р. короткий час воювала на боці УНР, але зазнала поразки від червоних та була інтернована поляками. Разом з Мережковським видавав у Варшаві газету «За свободу». Висланий у жовтні 1921 з Польщі.
Відтак покінчив з білим рухом і шукав зв'язків з націоналістичними течіями. Не випадковий його інтерес до Муссоліні, з яким він зустрічався в 1922—1923. Проте врешті-решт Савінков виявився в повній політичній ізоляції, в тому числі і від есерів. У цей час він зайнявся роботою над повістю «Кінь вороний», осмислюючи підсумки Громадянської війни.

### Приїзд до СРСР та арешт

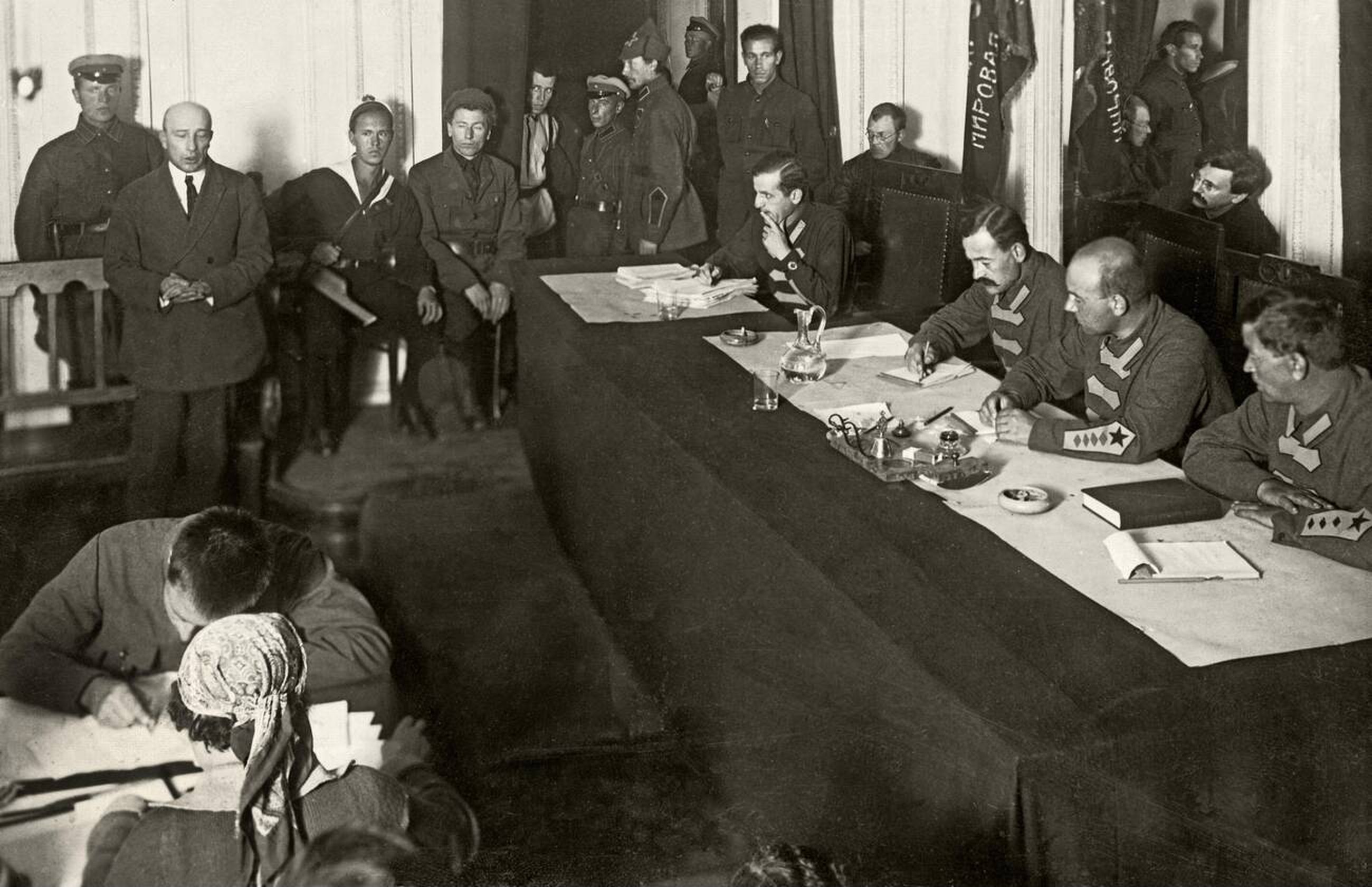
Борис Савінков 1924. Воєнна колегія Верховного трибуналу Радянського Союзу.

На початку серпня 1924 Савінков нелегально приїхав в СРСР, куди його заманили в результаті розробленої ОГПУ операції «Трест». 16 серпня в Мінську був заарештований разом зі своєю останньою коханою Любов'ю Юхимівною Дікгоф та її чоловіком Дикгоф-Деренталь Олександром. На суді Савінков визнав свою провину і поразку в боротьбі проти Радянської влади. Свої покази він почав так: 

"Я, Борис Савінков, колишній член Бойовий організації Партії соціалістів-революціонерів, друг і товариш Єгора Сазонова та Івана Каляєва, учасник убивств Плеве, великого князя Сергія Олександровича, учасник багатьох терористичних актів, людина, все життя працював тільки для народу, в ім'я його, звинувачуюся нині робітничо-селянської владою в тому, що йшов проти російських робітників і селян зі зброєю в руках ".

Військова колегія Верховного суду СРСР 29 серпня 1924 засудила його до вищої міри покарання — розстрілу. Верховний суд клопотав перед Президією ЦВК СРСР про пом'якшення вироку. Клопотання було задоволено, розстріл замінено позбавленням волі на 10 років.

У в'язниці Савінков мав можливість займатися літературною працею, за деякими даними, мав готельні умови. У цей час він пише такі слова: 

«Після тяжкої і тривалої кривавої боротьби з вами, боротьби, в якій я зробив, можливо, більше, ніж багато інших, я вам кажу: я приходжу сюди і заявляю без примусу, вільно, не тому, що стоять з гвинтівкою за спиною: я визнаю беззастережно Радянську владу і ніяку іншу.»

Савінков написав і послав листи деяким керівникам білої еміграції із закликом припинити боротьбу проти Радянського Союзу.

### Загибель
За офіційною версією, 7 травня 1925 в будівлі ВЧК на Луб'янці Савінков покінчив життя самогубством, кинувшись в сходовий проліт з п'ятого поверху.
Існує версія, згідно з якою насправді Савінкова убили співробітники ВЧК (цю версію, зокрема, наводить Олександр Солженіцин у книжці «Архіпелаг ГУЛАГ»).

У книзі Е. А. Кочемировської «50 знаменитих самогубців» наводиться «звіт безпосереднього свідка» загибелі Савінкова — В. І. Сперанського:
У кімнаті були Савінков, товариш Сироїжкін і товариш Пузицький, останній на деякий час виходив з кімнати… Я глянув на свій годинник — було 23 год 20 хвилин, і в цей самий момент біля вікна почувся якийсь шум, щось дуже швидко промайнуло у вікні, я схопився з дивана, і в цей час з двору почувся наче постріл. Переді мною промайнуло поблідлі обличчя товариша Пузицького і дещо розгублене обличчя товариша Сироїжкіна, що стояв біля самого вікна. Товариш Пузицький крикнув: «Він викинувся з вікна… треба швидше піднімати тривогу…» і з цими словами вибіг з кімнати…

## Савінков як письменник
Літературною творчістю Савінков почав займатися з 1902 року. Його перші оповідання 1902—1903 рр.. виявляють вплив Станіслава Пшибишевського і викликали негативний відгук Максима Горького. Вже в 1903 році у Савінкова (оповідання «В сутінках») з'являється його лейтмотив — революціонер, який відчуває огиду до своєї діяльності, що відчуває гріховність вбивства. Згодом Савінков-літератор буде постійно сперечатися з Савінковим-революціонером, а два боки його діяльності впливати один на одного (так, відторгнення есерами свого колишнього вождя пов'язано багато в чому саме з його літературною творчістю).
У 1905—1909 Савінков виступає як мемуарист, автор написаних за гарячими слідами нарисів про товаришів з БО і знамениті теракти; ці нариси склали основу книги «Спогади терориста» (перша повна публікація — 1917—1918, перевидавалася неодноразово).
У 1907 році паризьке знайомство з Мережковським визначає всю подальшу літературну діяльність Савінкова. Він знайомиться з їхніми релігійними ідеями та поглядами на революційне насильство. Під впливом Мережковського (і при ґрунтовній редактурі Гіппіус, що запропонувала псевдонім «В. Ропшін» і заголовок) написано його першу повість «Кінь блідий» (опублікована в 1909). В основі сюжету — реальні події: вбивство Каляєвим (під керівництвом Савінкова) великого князя Сергія Олександровича. Подіям додано сильне апокаліптичне забарвлення (задане назвою), проводиться психологічний аналіз узагальненого типу терориста, близького до «сильної людини» Ніцше, але отруєного рефлексією; стилістика книги відображає вплив модернізму. Повість викликала різку критику есерів, які визнали образ головного героя наклепницьким (це живилося і тим, що Савінков до останнього виступав захисником викритого наприкінці 1908 Азефа).
Роман Савінкова «Те, чого не було» (1912—1913, окреме видання — 1914; знову схожа реакція радикальної критики і товаришів по партії) вже враховує тематику провокації, слабкості вождів революції і гріховності терору; головний герой — «каянник терорист».
У 1910-ті роки Савінков епізодично виступає як поет, друкуючи в ряді журналів та збірників; його вірші варіюють ніцшеанське мотиви ранньої прози. За життя він не зібрав своїх віршів; посмертну збірку «Книга віршів» (Париж, 1931) видала Гіппіус. Владислав Ходасевич, у цей період літературний ворог Гіппіус, визнав, що у віршах Савінкова «трагедію терориста зведено до істерики середнього невдахи»; але і близький за естетичними поглядами Мережковський Георгій Адамович констатував «змізернілий байронізм» і «охолоджений склад» поезії Савінкова.
У 1914—1923 Савінков друкував майже виключно публіцистику і нариси: «У Франції під час війни» (1916—1917), «З діючої армії» (1918), «До справи Корнілова» (1919), «За батьківщину і свободу», «Боротьба з більшовиками», «На шляху до „третьої“ Росії» (1920), «Напередодні нової революції», «Російська народна добровольча армія в поході» (1921). Після закінчення бурхливих подій Савінков у Парижі («забившись у щілину», за власним визнанням) написав повість «Кінь вороний» (1923). Це продовження «Коня блідого», з тим же головним героєм (який перетворився на «полковника») і тією ж апокаліптичною символікою; дія відбувається в роки громадянської війни, зображено походи Булак-Балаховича і тилову антибільшовицьку боротьбу.
Остання книга Савінкова — написані у в'язниці Луб'янки «Оповідання» — сатирично зображують життя російських емігрантів.

### Твори
- Кінь блідий (Pale steed, 1909, рос. Конь бледный) — Ніцца, 1913.
- Те, чого не було (That what haven't been, 1912 рос. То, чего не было)— 3-тє вид. — М.: Задруга, 1918.
- З діючої армії. М.: «Задруга», 1918.
- До справи Корнілова. — Париж, 1919.
- На шляху до «Третьої» Росії. За Батьківщину і Свободу. — Варшава, 1920.
- Боротьба з більшовиками. — 1925.
- Кінь вороний. — Париж, 1923; Л., 1924. — Кінь вороний (Black steed (novel), 1923 рос. Конь вороной)
- У в'язниці (Передмова А. В. Луначарського). — М., 1925.
- Останні поміщики. М., «Огоньок», 1925.
- У в'язниці. М., «Огоньок», 1926.
- Посмертні статті та листи. — М., 1926.
- Спогади терориста Спогади терориста (Memoirs of a terrorist, 1917, рос. Воспоминания террориста) (Передмова Ф. Кона). — 3-тє вид. — Х., 1928.
- Вибране. — Л., 1990.
- Те, чого не було. — М., Художня література, 1990. — 400 с., 100 000 прим.
- Спогади терориста. — М., 1991.
- Записки терориста. — М., 2002.
- «Душевно ваш В. Ропшин…»
- Чому я визнав Радянську владу?

## Савінков в культурі

### У художній літературі

#### в якості прототипа
- террорист Дудкіна в «Петербурзі» Андрія Бєлого,
- терорист Високов в «Житті і гибелі Миколи Курбова» Іллі Еренбурга,
- заговорщик Саввін в романі «Не прощаюсь» Бориса Акунина.

#### під своїм ім'ям
- «В розовом блеске», автор Ремізов Олексій (документальна белетристика)
- «Азеф», автор Гуль Роман (документальна белетристика)
- «Возмездие», автор Васілій Ардаматський,
- «Хождение по мукам».трилогія романів, автор Толстой Олексій
- «Горение», автор Семенов Юліан
- «Сотворение мира», автор Закруткін Віталій
- під власним ім'ям Олексія Ремізова и Романа Гуля.

### У фільмах
Діяльності Савінкова присвячений фільм 1969 року «Крах» та міні-серіал 1981 року «Синдикат-2». Також Савінков показаний у фільмі «Незабутній 1919 рік» (1951), у фільмі «Надзвичайне доручення» (1966), в міні-серіалі «20 грудня» (1981) і в серіалі «Імперія під ударом»(2000). У телевізійному міні-серіалі «Операція „Трест“» (1967) неодноразово озвучується різна інформація про Савінкова (його діяльність після жовтневої революції, арешт, визнання на суді радянської влади та ін.). У 2004 році Карен Шахназаров зняв фільм «Вершник на ім'я Смерть» за мотивами книг Савінкова «Спогади терориста» і «Кінь блідий». У 2006 році вийшов серіал Юрія Кузіна «Столипін … Невивчені уроки», заснований багато в чому на автобіографічному творі Савінкова «Спогади терориста».

#### Втілення в кінематографі
- Зігфрід Шуренберг («Lockspitzel Asew», Німеччина, 1935)
- Дмитро Дудніков («Виборзька сторона», 1938)
- Всеволод Санаєв («Незабутній 1919 рік», 1951)
- Володимир Еренберг («У дні Жовтня», 1958)
- Семен Соколовський («Надзвичайне доручення», 1965)
- Володимир Самойлов («Крах», 1968)
- Сергій Полєжаєв («Петерс», 1972)
- Кристіан Ріст («Azev: le tsar de la nuit», Франція, 1975)
- Георгій Шахет («Ходіння по муках», 1977)
- Олександр Пороховщиков («Крах операції „Терор“», 1980)
- Володимир Головін («20 грудня», 1981)
- Євгеній Лебедєв («Синдикат-2», 1981)
- Клайв Меррісон («Рейлі: король шпигунів», 1983)
- Георгій Тараторкін («Породження пекла» (рос. «Исчадье ада»), 1991)
- Олексій Серебряков («Імперія під ударом», 2000)
- Андрій Панін («Вершник на ймення Смерть», 2004)
- Олексій Девотченко («Столипін… Невивчені уроки» (рос. «Столыпин… Невыученные уроки»), 2006)
- Олександр Галібін («Ходіння по муках», 2017)

### В музиці
Існують різножанрові музичні твори, присвячені Борису Савінкову:
- «Последний Патрон»  — Борис Савинков

(1999, Тюмень, Ігор «Джеф» Жевтун) Відео на YouTube.
- «Горгаз»  — Савинков

(Сергієв Посад) Відео на YouTube.
- «Insolentia»  — Савинков («Горгаз» cover) Відео на YouTube.
- «Дезертиры»  — Савинков

(на вірші О.Широпаєва) Відео на YouTube.
- «Окоп»  — Савинков[16] Відео на YouTube.

Також існують пісні на вірші Бориса Савінкова:
- «Виселица»  — Который звал себя Я

(Панк-рок гурт, близький до НБП) Відео на YouTube.
- «Виселица»  — Радость Відео на YouTube.
- «Виселица»  — Нет Родины Відео на YouTube.
- Александр Кампен  — Небесный град

(музика  — Ігоря Шептала) Відео на YouTube.
- «Нагноение»  — Сны Відео на YouTube.
- «Нагноение»  — Гильотина Відео на YouTube.
- «Нагноение»  — Благослови мою смерть Відео на YouTube.
- «Нагноение»  — А он висел… Відео на YouTube.
- «Нагноение»  — Безумие Відео на YouTube.
- «Нагноение»  — Радость от убийства Відео на YouTube.

- Александр Кампен — Небесный град

(«Нагноение» — московський треш метал гурт.)

## Виноски
1. ↑  Русская литература XX века. Прозаики, поэты, драматурги / под ред. Н. Н. Скатов — 2005. — С. 249–252. — ISBN 5-94848-307-X
2. 1 2 3  Савинков Борис Викторович // Большая советская энциклопедия: [в 30 т.] — 3-е изд. — Москва: Советская энциклопедия, 1969.
3. 1 2  Bibliothèque nationale de France BNF: платформа відкритих даних — 2011.
4. ↑  Сєрков А. И. Русское масонство. 1731—2000. Енциклопедичний словник. М.: РОССПЭН. 2001
5. ↑  Волошин М. "МАТЕРИАЛЫ ВСКРЫТИЯ" | http://lingua.russianplanet.ru/library/mvoloshin/mv_matvsk.htm
6. ↑  Відомість ВГЖУ про розшук що зникли з Вологодської посилання Б. В. Савінкова
7. ↑  Нотатки у» спогадах "про Б. В. Савінкову — Н. С. Тютчев. На засланні та інші спогади. Частина II. М. 1925
8. ↑  М. Горбунов (Е. Е. Колосов) «Савінков як мемуарист» / / «Каторга і заслання» 1928 № 3-5
9. ↑  Великий князь Олександр Михайлович. Книга спогадів. М.: Современник. 1991
10. ↑  Берберова Н.Люди і ложі. Російські масони XX століття. — М., 1997
11. 1 2  ОА КДБ СРСР, ф.1, оп.27, д.12497, л.233-241 — Сюрте Женераль (французька служба безпеки), секретна записка і список
12. 1 2  сувоїв Н.Масонство в російської еміграції. — Сан-Пауло, 1966
13. ↑  Архів Гуверівського інституту (США), фонд Б. І. Миколаївського
14. ↑  Первушин Н.Російські масони і революція / / Нове російське слово, 01.08.1986
15. 1 2  Playlist about Boris Savinkov.
16. ↑  «Окоп» at metal-archives.
17. ↑  Виселица at Discogs.
18. ↑  Нагноение at Metal-archives.
19. ↑  Нагноение at Discogs.